# Sopubia graminicola
Sopubia graminicola là loài thực vật có hoa thuộc họ Cỏ chổi. Loài này được Exell miêu tả khoa học đầu tiên năm 1930.